# Girolamo Pignatelli
Girolamo Pignatelli, principe di Moliterno (Napoli, 22 aprile 1773 – Napoli, 14 ottobre 1848), è stato un generale italiano.

## Biografia
Secondogenito del Principe di Moliterno e Marsiconuovo, studiò a Torino, dove suo padre era ambasciatore di re Ferdinando IV di Napoli; la madre, Giulia Pescara, era sorella di Vittoria Pescara, a sua volta madre di Francesco Caracciolo. Dopo che l'esercito francese aggredì il Regno di Sardegna (1792) Girolamo Pignatelli si arruolò nell'esercito sabaudo e aveva combattuto contro i francesi col grado di capitano di cavalleria. Fu fatto prigioniero dei francesi nella battaglia di Gilette (19 ottobre 1793) e fu scambiato con il generale francese Casablanca. Fu ferito a Fombio (8 maggio 1796) e perse l'occhio destro; più tardi, nel gennaio 1799, la plebe napoletana lo insulterà chiamandolo "cecato fauzo" (finto cieco). Quando le truppe guidate da Championnet invasero il Regno di Napoli (1798), Girolamo Pignatelli cercò di opporvisi arruolando a sue spese a Gaeta due reggimenti di cavalleria.
Conosciute le clausole del gravoso armistizio di Sparanise sottoscritto l'11 gennaio 1799 con lo Championnet dal Vicario generale, il popolo napoletano decise di difendersi da solo e nominò suoi comandanti Girolamo Pignatelli e il duca di Roccaromana Lucio Caracciolo. I due non riuscirono tuttavia a controllare la reazione popolare, e mentre la città era in preda all'anarchia, Pignatelli si rifugiò nel forte di Sant'Elmo che i patrioti avevano conquistato nella notte tra il 19 e il 20 gennaio con l'aiuto di Pignatelli e di Caracciolo. Pignatelli trattò con lo Championnet; il 15 febbraio 1799, divenuto ex-nobile, entrò nel governo repubblicano e, pochi giorni dopo fu inviato dal Governo provvisorio della Repubblica Napoletana a Parigi per ottenere il riconoscimento dell'indipendenza della stessa Repubblica; ma il Direttorio si rifiutò ripetutamente di ricevere la deputazione napoletana e non ratificò il trattato. Moliterno, di cui in Francia si diffidò sempre, fu sottoposto al confino e a stretta sorveglianza.
A Parigi difese l'onore dell'esercito napoletano contro il generale Mack. Mack sfidò dapprima Pignatelli a duello; ma poi si ritirò "per viltà", a giudizio del Cuoco. Sebbene Pignatelli fosse partigiano dei Borboni, fu escluso dall'amnistia che seguì la Pace di Firenze (28 marzo 1801). Restò a Parigi, dove fu coinvolto in una congiura; dopo un periodo trascorso a Berlino (1805), nel settembre 1806 raggiunse in Sicilia e si pose al servizio dei Borboni. Nel 1808 organizzò delle bande armate antifrancesi in Calabria e nel 1813 organizzò tentativi di reazione armata contro Gioacchino Murat nelle Marche e negli Abruzzi. Rientrò a Napoli solo nel 1820 e da allora visse in ristrettezze economiche.

## Ascendenza
|                                                               |                                                                  |                                                                    | Genitori                                                          |  |  | Nonni |  |  | Bisnonni                                                   |  |  | Trisnonni                                              |  |
|                                                               |                                                                  |                                                                    |                                                                   |  |  |       |  |  | Giovanni Battista Pignatelli, II principe di Marsico Nuovo |  |  | Girolamo Maria Pignatelli, I principe di Marsico Nuovo |  |
|                                                               |                                                                  |                                                                    |                                                                   |  |  |       |  |  | Giovanni Battista Pignatelli, II principe di Marsico Nuovo |  |  | Girolamo Maria Pignatelli, I principe di Marsico Nuovo |  |
|                                                               |                                                                  | Giulia Cecilia Conti                                               |                                                                   |  |  |       |  |  | Giovanni Battista Pignatelli, II principe di Marsico Nuovo |  |  |                                                        |  |
| Girolamo Pignatelli, III principe di Marsico Nuovo            |                                                                  |                                                                    |                                                                   |  |  |       |  |  | Giovanni Battista Pignatelli, II principe di Marsico Nuovo |  |  |                                                        |  |
|                                                               |                                                                  | Emanuela Pignatelli, IV principessa di Montecorvino                | Ferdinando Pignatelli, III principe di Montecorvino               |  |  |       |  |  |                                                            |  |  |                                                        |  |
|                                                               |                                                                  | Emanuela Pignatelli, IV principessa di Montecorvino                | Ferdinando Pignatelli, III principe di Montecorvino               |  |  |       |  |  |                                                            |  |  |                                                        |  |
|                                                               |                                                                  | Emanuela Pignatelli, IV principessa di Montecorvino                | Juana Petronila de Silva Fernández de Hijar, VI duchessa di Hijar |  |  |       |  |  |                                                            |  |  |                                                        |  |
| Giovanni Battista Pignatelli, IV principe di Marsico Nuovo    |                                                                  | Emanuela Pignatelli, IV principessa di Montecorvino                |                                                                   |  |  |       |  |  |                                                            |  |  |                                                        |  |
|                                                               |                                                                  | Diego Pignatelli d'Aragona Cortès, VII principe di Noja            | Niccolò Pignatelli, VIII duca di Monteleone                       |  |  |       |  |  |                                                            |  |  |                                                        |  |
|                                                               |                                                                  | Diego Pignatelli d'Aragona Cortès, VII principe di Noja            | Niccolò Pignatelli, VIII duca di Monteleone                       |  |  |       |  |  |                                                            |  |  |                                                        |  |
|                                                               |                                                                  | Diego Pignatelli d'Aragona Cortès, VII principe di Noja            | Giovanna Pignatelli Pimentel Benavides, IX duchessa di Monteleone |  |  |       |  |  |                                                            |  |  |                                                        |  |
| Francesca Pignatelli Tagliavia d'Aragona                      |                                                                  | Diego Pignatelli d'Aragona Cortès, VII principe di Noja            |                                                                   |  |  |       |  |  |                                                            |  |  |                                                        |  |
|                                                               |                                                                  | Margherita Pignatelli, V duchessa di Bellosguardo                  | Giacomo Pignatelli, III duca di Bellosguardo                      |  |  |       |  |  |                                                            |  |  |                                                        |  |
|                                                               |                                                                  | Margherita Pignatelli, V duchessa di Bellosguardo                  | Giacomo Pignatelli, III duca di Bellosguardo                      |  |  |       |  |  |                                                            |  |  |                                                        |  |
|                                                               |                                                                  | Margherita Pignatelli, V duchessa di Bellosguardo                  | Anna Maria di Capua                                               |  |  |       |  |  |                                                            |  |  |                                                        |  |
| Girolamo Pignatelli, principe di Moliterno                    |                                                                  | Margherita Pignatelli, V duchessa di Bellosguardo                  |                                                                   |  |  |       |  |  |                                                            |  |  |                                                        |  |
|                                                               | Niccolò d'Avalos d'Aquino d'Aragona, IV principe di Montesarchio | Giovanni d'Avalos d'Aquino d'Aragona, II principe di Troia         |                                                                   |  |  |       |  |  |                                                            |  |  |                                                        |  |
|                                                               | Niccolò d'Avalos d'Aquino d'Aragona, IV principe di Montesarchio | Giovanni d'Avalos d'Aquino d'Aragona, II principe di Troia         |                                                                   |  |  |       |  |  |                                                            |  |  |                                                        |  |
|                                                               | Niccolò d'Avalos d'Aquino d'Aragona, IV principe di Montesarchio | Giulia d'Avalos d'Aquino d'Aragona, IV principessa di Montesarchio |                                                                   |  |  |       |  |  |                                                            |  |  |                                                        |  |
| Diego II d'Avalos d'Aquino d'Aragona, XVI marchese di Pescara | Niccolò d'Avalos d'Aquino d'Aragona, IV principe di Montesarchio |                                                                    |                                                                   |  |  |       |  |  |                                                            |  |  |                                                        |  |
|                                                               |                                                                  | Giovanna Caracciolo Pignatelli                                     | Francesco Marino I Caracciolo, IV principe di Avellino            |  |  |       |  |  |                                                            |  |  |                                                        |  |
|                                                               |                                                                  | Giovanna Caracciolo Pignatelli                                     | Francesco Marino I Caracciolo, IV principe di Avellino            |  |  |       |  |  |                                                            |  |  |                                                        |  |
|                                                               |                                                                  | Giovanna Caracciolo Pignatelli                                     | Geronima Pignatelli Tagliavia                                     |  |  |       |  |  |                                                            |  |  |                                                        |  |
| Luisa d'Avalos d'Aquino d'Aragona                             |                                                                  | Giovanna Caracciolo Pignatelli                                     |                                                                   |  |  |       |  |  |                                                            |  |  |                                                        |  |
|                                                               |                                                                  | Giulio Antonio Acquaviva d'Aragona, VII duca di Noci               | Giulio Antonio Acquaviva d'Aragona, VI duca di Noci               |  |  |       |  |  |                                                            |  |  |                                                        |  |
|                                                               |                                                                  | Giulio Antonio Acquaviva d'Aragona, VII duca di Noci               | Giulio Antonio Acquaviva d'Aragona, VI duca di Noci               |  |  |       |  |  |                                                            |  |  |                                                        |  |
|                                                               |                                                                  | Giulio Antonio Acquaviva d'Aragona, VII duca di Noci               | Dorotea Acquaviva d'Aragona                                       |  |  |       |  |  |                                                            |  |  |                                                        |  |
| Eleonora Acquaviva d'Aragona                                  |                                                                  | Giulio Antonio Acquaviva d'Aragona, VII duca di Noci               |                                                                   |  |  |       |  |  |                                                            |  |  |                                                        |  |
|                                                               |                                                                  | Maria Teresa Spinelli                                              | Carlo Francesco Spinelli, VI principe di Tarsia                   |  |  |       |  |  |                                                            |  |  |                                                        |  |
|                                                               |                                                                  | Maria Teresa Spinelli                                              | Carlo Francesco Spinelli, VI principe di Tarsia                   |  |  |       |  |  |                                                            |  |  |                                                        |  |
|                                                               |                                                                  | Maria Teresa Spinelli                                              | Giulia Spinelli                                                   |  |  |       |  |  |                                                            |  |  |                                                        |  |
|                                                               |                                                                  | Maria Teresa Spinelli                                              |                                                                   |  |  |       |  |  |                                                            |  |  |                                                        |  |